# Annette Hess
Annette Hess (født 18. januar 1967 i Hannover, Vesttyskland) er en tysk manuskriptforfatter. Hun har bl.a. skrevet manuskript til tv-serierne Kærlighed i Murens skygge og Pigerne fra Berlin samt filmen Was nützt die Liebe in Gedanken.